# Einum
Einum ist ein östlicher Stadtteil von Hildesheim an der Bundesstraße 1. Die Entfernung zur Hildesheimer Innenstadt beträgt rund 4 km. Bis zur Eingemeindung 1974 war Einum eine selbstständige Gemeinde. Am 31. Dezember 2022 betrug die Einwohnerzahl 930.

## Geschichte

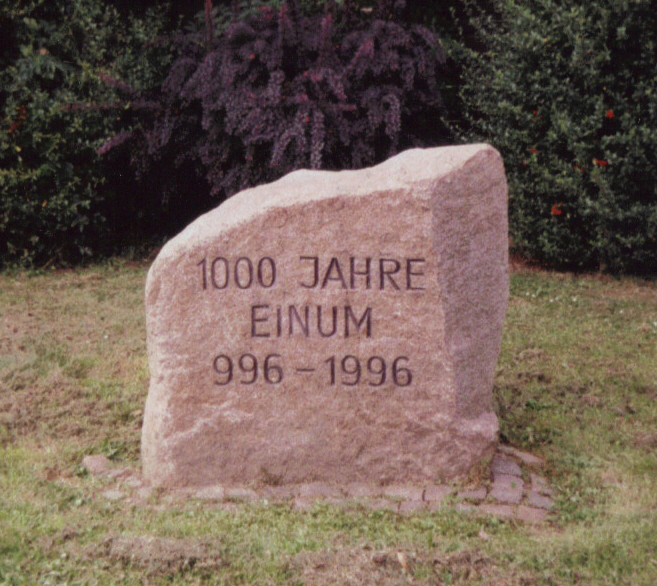
Gedenkstein auf dem Platz „Am Thie“.

Als Egenhem wurde Einum 996 zum ersten Mal in einer Urkunde, dem Bernwardinischen Testament, erwähnt und 1146 in einer anderen Urkunde Einem genannt. Schon im Mittelalter bestanden vielfältige Verbindungen nach Hildesheim, da das Godehardikloster und der Hildesheimer Dom hier Ländereien besaßen. Im Ort befand sich die Klause eines Einsiedlers. An sie erinnert noch heute das Wahrzeichen von Einum – die „Klus“ genannte, 1688 erbaute Marienkapelle, die auch im Wappen des Ortes abgebildet ist.
1864 gründete der Psychiater Ludwig Snell auf den Ländereien der Staatsdomäne Steuerwald die erste „landwirtschaftliche Irrenkolonie“ Deutschlands. Bei der Volkszählung 1900 lag Einums Einwohnerzahl bei 418.
Bei der Eingemeindung nach Hildesheim, die am 1. März 1974 in Kraft trat, hatte Einum 852 Einwohner und war stark von der Landwirtschaft und der Kirche geprägt. Auch heute noch sind die meisten Einwohner des ehemaligen Stiftsdorfes, das in seinem Kern ein Runddorf ist, katholisch. 2001 waren von den 1019 Einwohnern 517 katholischen Glaubens und 307 protestantischen Glaubens, die übrigen gehörten anderen Konfessionen an oder waren konfessionslos.
Bei Bauarbeiten im Gewerbegebiet Glockensteinfeld an der Bundesstraße 1 östlich der Autobahn wurden im November 2008 etwa 3000 Jahre alte Spuren einer Siedlung aus der Bronzezeit entdeckt, in der rund 50 Menschen gelebt haben könnten. Es handelte sich unter anderem um Reste eines Gebäudes von 5 × 17 m Größe, einen Brunnen von rund einem Meter Durchmesser und um Keramik.

## Politik

### Ortsrat
Der Ortsrat, der Einum vertritt, setzt sich aus sieben Mitgliedern zusammen. Die Ratsmitglieder werden durch eine Kommunalwahl für jeweils fünf Jahre gewählt.
Bei der Kommunalwahl 2021 ergab sich folgende Sitzverteilung:
| Ortsrat 2021Insgesamt 7 Sitze - Grüne: 1 - Unab.: 1 - CDU: 5 | Ortsratswahl 2021Wahlbeteiligung: 69,91 % 80706050403020100 71,90 %17,80 %6,70 %3,60 % CDUGrüneUnab.cAfDAnmerkungen:c Die Unabhängigen |

### Ortsbürgermeister
Ortsbürgermeister ist Simon Bauermeister (CDU), Stellvertretender Bürgermeister ist Benedikt Skorka (Bündnis 90/Die Grünen).

## Kultur und Sehenswürdigkeiten

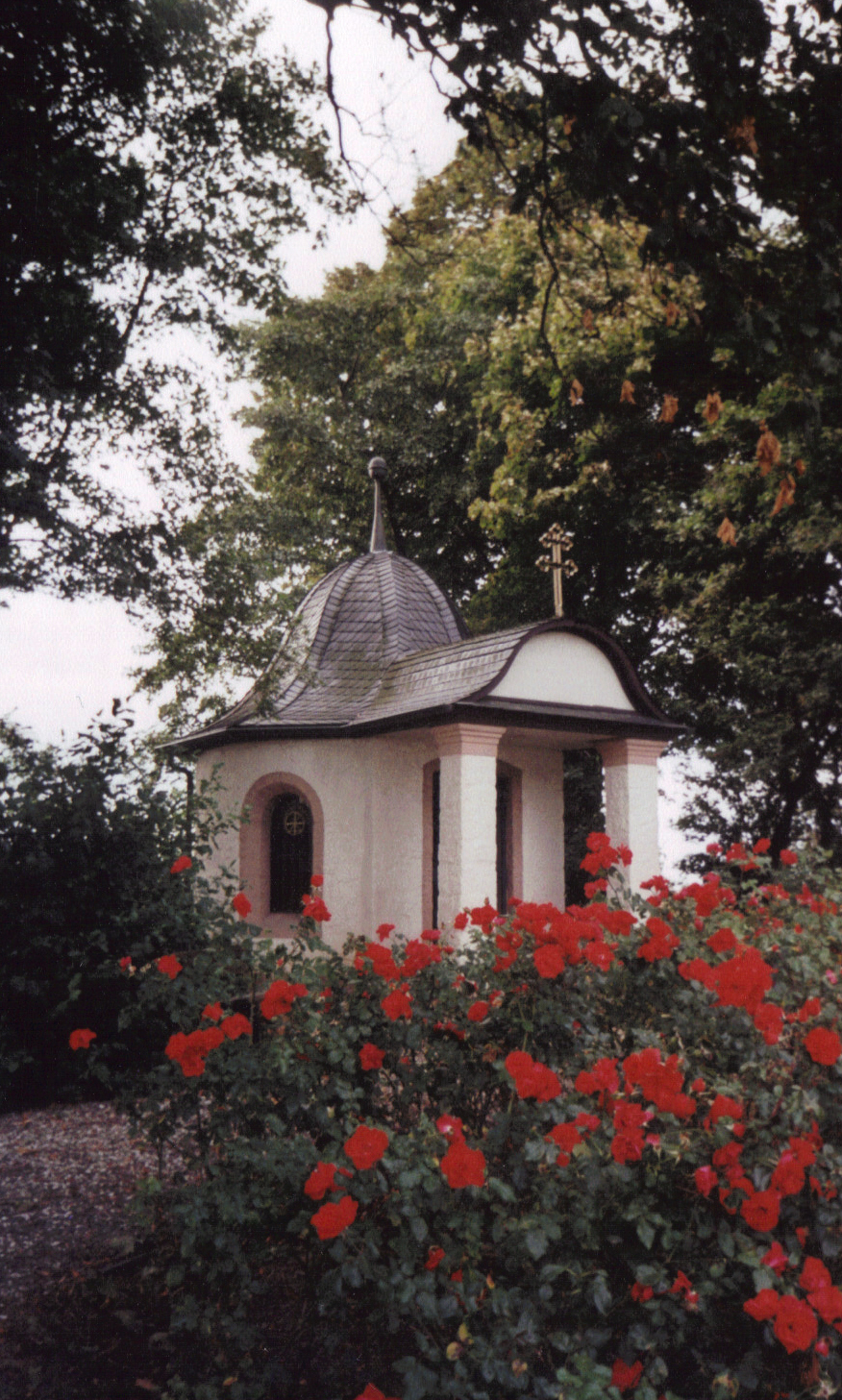
Kapelle „Klus“.

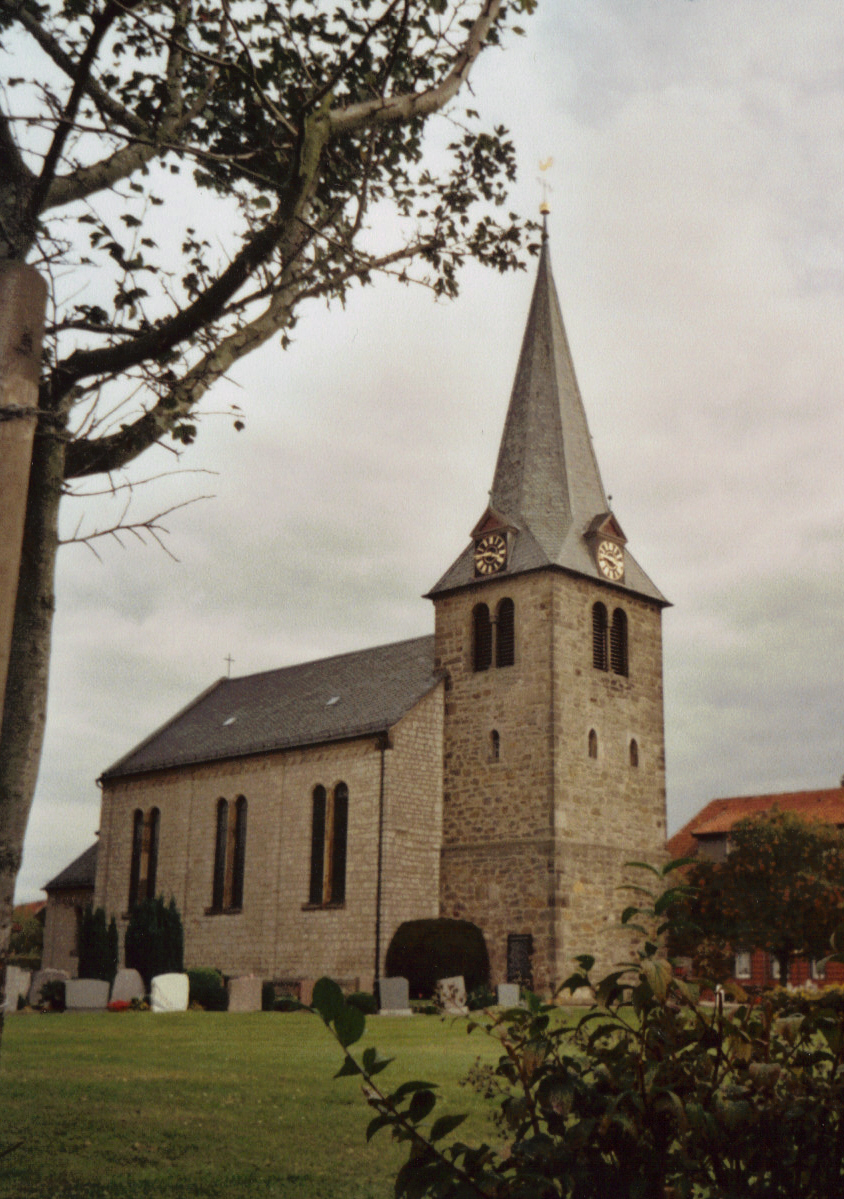
Marienkirche (1874).

Hauptsehenswürdigkeit Einums ist die Marienkapelle, ein Rundbau mit Schieferdach und offener Vorhalle, die meistens „Klus“ genannt wird. Ein Gebäude dieses Namens in Einum wurde 1609 zum ersten Mal schriftlich genannt, doch ist nicht geklärt, ob es sich dabei um die Wohnstätte eines Eremiten oder um die Kapelle einer Klause handelte. Die Kapelle wurde 1875 renoviert, dabei fand man an der Wand ein beschädigtes Ölgemälde, auf dem die heilige Maria dargestellt war. 1933 erfolgte im Rahmen einer erneuten Renovierung eine Umgestaltung der Kapelle, als ihr Eingang von der südlichen auf die östliche Seite verlegt wurde. Außerdem wurden in ihr Tafeln zur Erinnerung an die Gefallenen des Ersten Weltkrieges befestigt. Zu Fronleichnam 1934 erfolgte die Einweihung der Kapelle, die noch heute eine Station bei den Fronleichnamsprozessionen ist. 1954 wurde sie in das Wappen der Gemeinde Einum aufgenommen, und 1957 wurde durch den Einumer Gemeinderat die Anbringung von Tafeln zur Erinnerung an die Opfer des Zweiten Weltkrieges beschlossen. Nach der Eingemeindung Einums nach Hildesheim 1974 sorgte die Stadt Hildesheim 1978 für eine erneute Renovierung. Die „Klus“, die in einer gepflegten Grünanlage am nordwestlichen Rand des Dorfes steht, dient heute als Gedenkstätte für die Opfer beider Weltkriege.
Eine weitere Sehenswürdigkeit Einums ist die katholische Marienkirche (Unbefleckte Empfängnis Mariä) im Kirchweg 5, die 1874 im Stil der Neoromanik fertiggestellt wurde. Ein Teil ihres Turmes aus Sandstein stammt noch aus dem Jahre 1325, während das Kirchenschiff aus Kalkstein erbaut wurde. Im Innern sind ein um 1300 angefertigter Taufstein aus Sandstein sowie mehrere Fenster von 1908 bemerkenswert, die das Leben der Gottesmutter darstellen. Sie ist ebenfalls auf dem Chorfenster (1874) abgebildet. Seit 2014 gehört die Kirche zur Pfarrei St. Martin mit Sitz in Achtum.
In der Löwentorstraße befindet sich eine Grünanlage, bei der es sich um den Rest des Gartens eines heute nicht mehr bestehenden Gutshauses handelt. Erhalten geblieben sind die großen, in der 2. Hälfte des 19. Jahrhunderts aus Sandstein angefertigten Statuen zweier Löwen, denen die Straße ihren Namen verdankt. Die Grünanlage heißt noch heute „Löwentorpark“.
An der Bundesstraße 1 fällt mitten im Ort an der Ecke zur Löwentorstraße der 1,65 Meter hohe Glockenstein auf, ein alter Sühnestein. Es handelt sich um den Rest eines über zwei Meter hohen, alten Scheibenkreuzes, das 1653 erstmals genannt wurde. Um den Glockenstein ranken sich verschiedene Sagen und Legenden. Eine besagt, dass der Stein im 14. Jahrhundert von einem Glockengießer, der einen Gesellen ermordet hatte, am Tatort zur Sühne aufgestellt wurde. Ursprünglich stand der Glockenstein in der Feldmark, möglicherweise erhielt er die Form einer Glocke durch die Witterungseinflüsse. 1998 wurde der Stein restauriert und am jetzigen Standort aufgestellt.

## Wirtschaft und Infrastruktur

### Unternehmen
Noch heute ist Einum in nicht unerheblichem Maße von der Landwirtschaft mit hohen Bodenwerten (65–100) geprägt: Es gibt neun landwirtschaftliche Vollerwerbsbetriebe und zwei Hofläden. Die Grundversorgung ist mit einem Discounter, einem Kiosk, einer Bäckereifiliale in der ehemaligen Markthalle, einer Tankstelle sowie mehreren Handwerksbetrieben gewährleistet, ebenso verfügt der Ort über einen Kindergarten, Sportplatz und ein Dorfgemeinschaftshaus. Die Freiwillige Feuerwehr Einum ist präsent und unterhält ein eigenes Feuerwehrhaus.
Das Gewerbegebiet „Glockensteinfeld“ östlich des Autobahnanschlusses Hildesheim entwickelt sich kontinuierlich. Neben einem Tiefkühllager der Fa. Transgourmet Hildesheim haben sich diverse Betriebe angesiedelt. Ein Autohof mit Tankstelle, eine E-Ladestation, ein Fastfood-Restaurant, ein Baustoffhandel, ein Münzhandel, ein Kfz-Teile-Handel, ein Steinmetzbetrieb, sowie ein Garagendienstleister bestimmen die vorläufige zusätzliche gewerbliche Infrastruktur.

### Verkehr
Verkehrsmäßig ist Einum über die Bundesstraße 1 an das westlich von Einum gelegene Hildesheim angeschlossen. In östlicher Richtung erreicht man nach rund 50 km Braunschweig. Die Autobahnanschlussstelle „Hildesheim“ der A 7 ist nur 1 km von Einum entfernt. Eine Stadtbuslinie stellt die Verbindung mit dem benachbarten, südlich gelegenen Stadtteil Achtum-Uppen her, wo sich die nächstgelegene Schule befindet. Zudem stellt eine Regionalbusverbindung des RVHI zusätzliche ÖPNV-Verbindungen zur Hildesheimer Innenstadt her.

### Vereinsleben
in Bearbeitung
Abgesehen von der „Klus“ ist der Stadtteil ebenfalls bekannt für die Bäckereifiliale Manamia. Zu erwähnen ist der Löwentorpark mit seinen zwei Wahrzeichen (Löwenstatuen aus Sandstein) sowie ein Wildgehege am nördlichen Dorfrand.

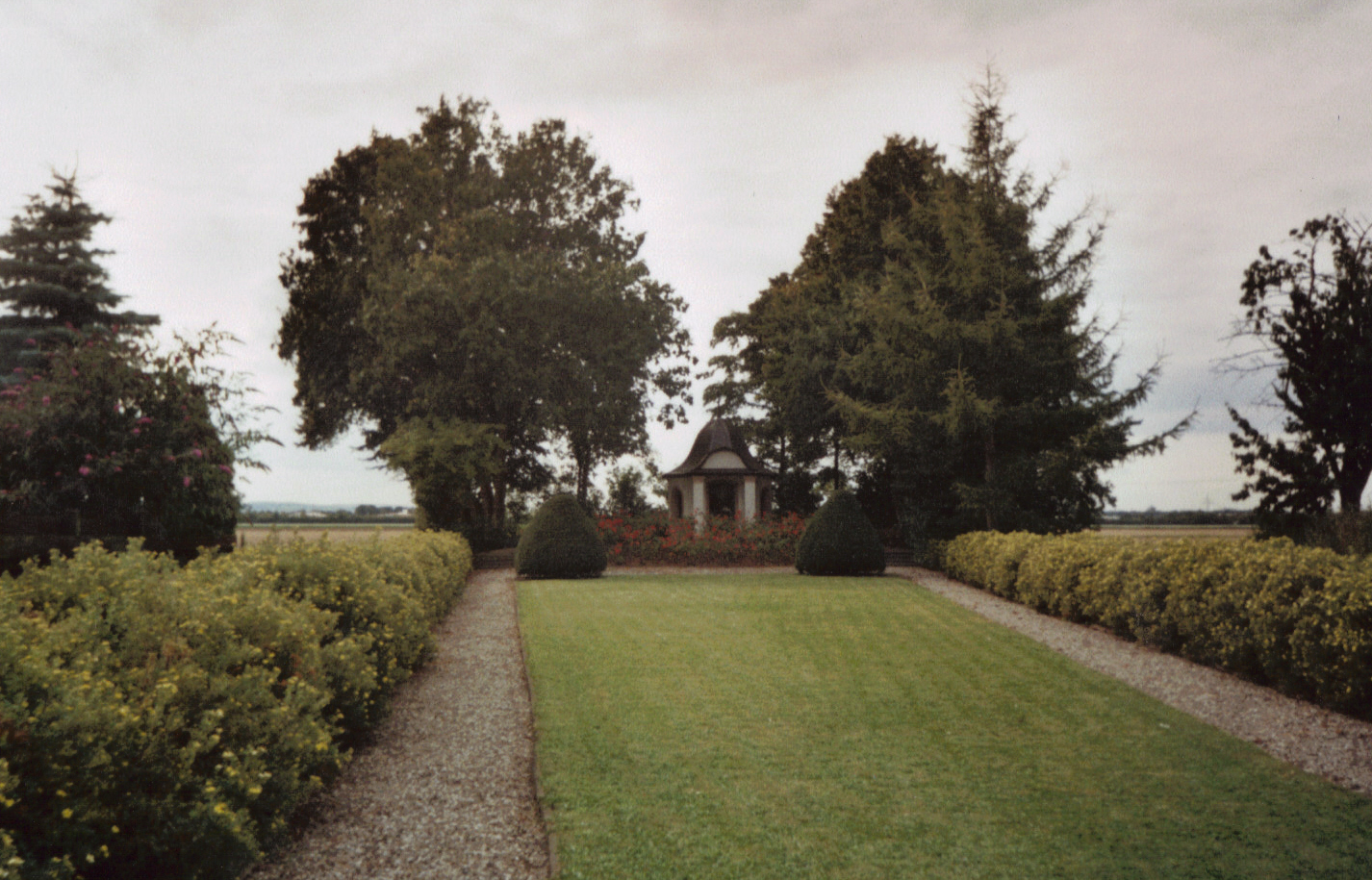
Gedenkstätte „Klus“.
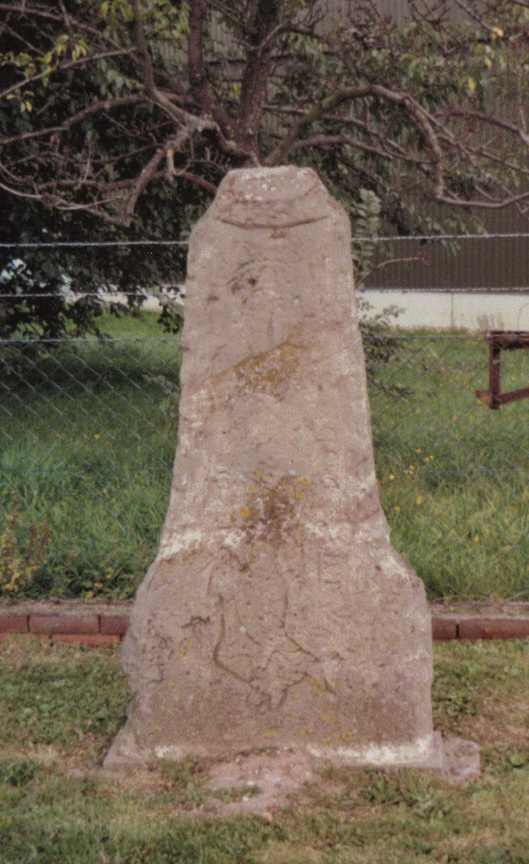
Glockenstein.

## Söhne und Töchter
- Hans Abmeier (1889–1953), Pädagoge und Hochschullehrer
- Johannes Bank (1897–1976), Politiker
- Edmund Osthaus (1858–1928), deutschamerikanischer Tiermaler der Düsseldorfer Schule
- Magdalena Windelen (1900–1991), Politikerin